# Jósa István
Jósa István (Csepreg, 1756. – Nagyszántó, 1839.) orvosdoktor, megyei főorvos és táblabíró.

## Élete
Jósa István Csepregen született 1756-ban. Feltételezhetően korai árvasága miatt neveltetését Jósa Ferenc gyulai kanonok irányította. Orvosi tanulmányait Nagyszombatban végezte, majd tanársegéd lett a Pestre helyezett Pázmány Egyetemen. 1778-ban Gyulára hívták és Békés vármegye főorvosának nevezték ki. 1787-ben Szabolcs vármegye főorvosi székébe hívták meg. Ötven esztendőn át szolgálta Szabolcs vármegye egészségügyét.
A nyírbátori római katolikus minorita templomban nyugszik, ahol gyönyörű Pietà-oltárt is állíttatott lőcsei mesterekkel.

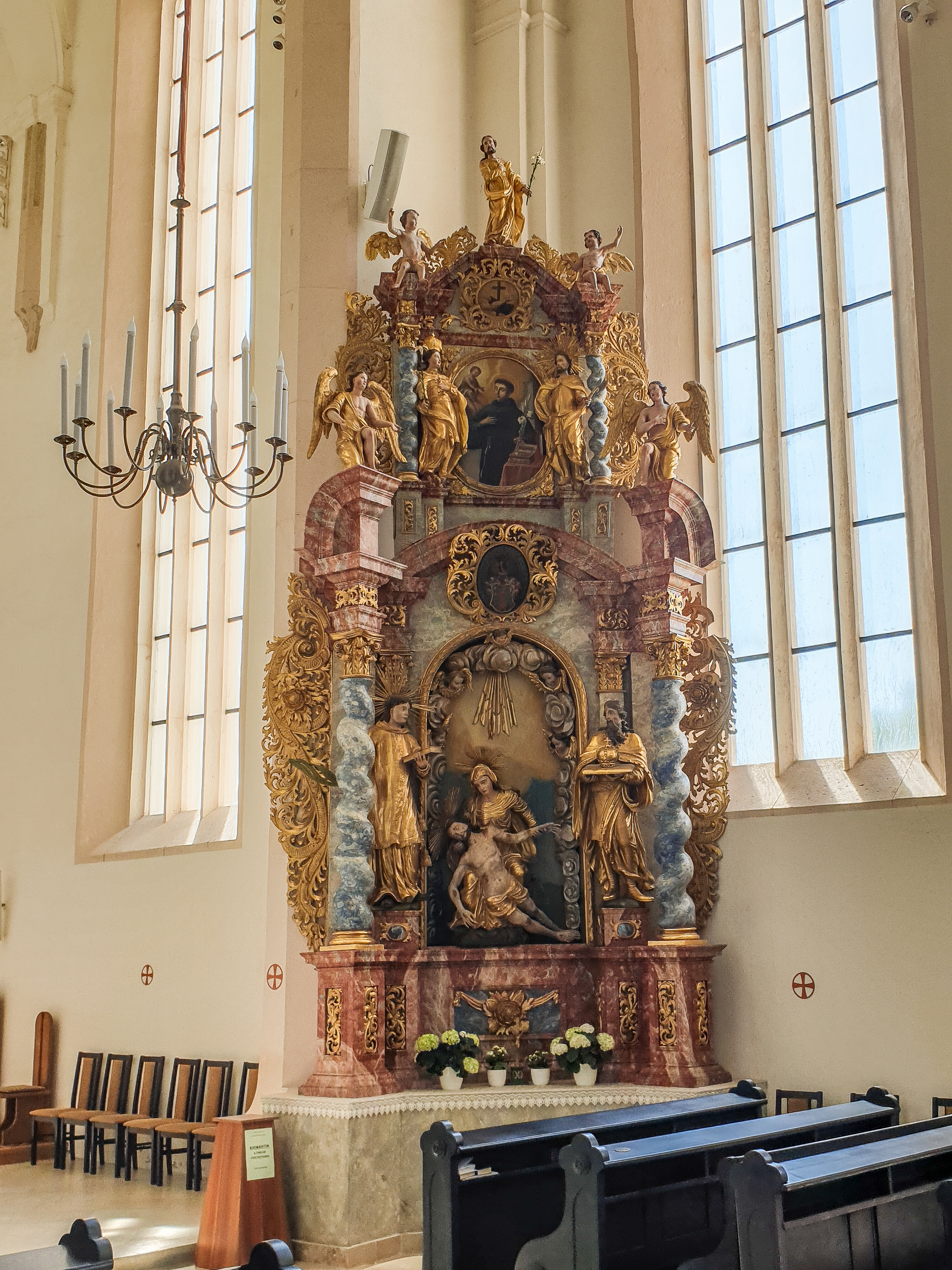
A Jósa-oltár Nyírbátorban